# Movimentu Libertasaun ba Povu Maubere

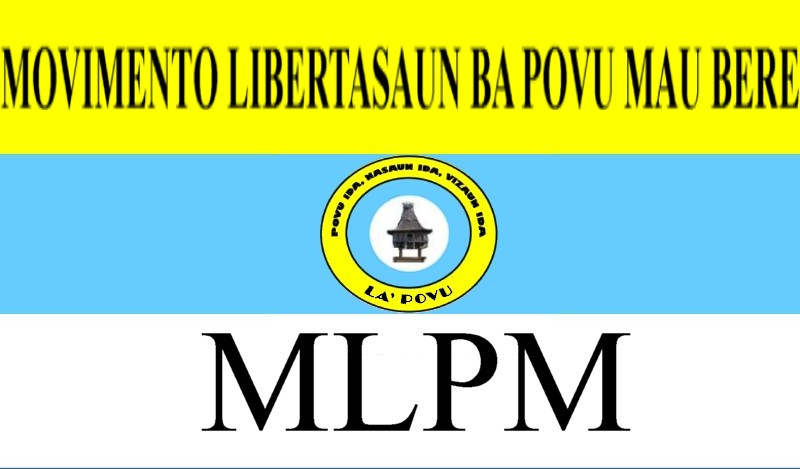
Flagge der MLPM

Die Movimentu Libertasaun ba Povu Maubere MLPM (deutsch Freiheitsbewegung für das Volk der Maubere) ist eine politische Partei aus Osttimor. Sie ordnet ihre Ideologie selbst als Mitte Links ein. Die Parteizentrale befindet sich in Mata Doro (Suco Vila Verde).

## Hintergrund und Geschichte
Die Partei wurde 2013 vom ehemaligen Gesundheitsminister Nélson Martins gegründet. Am 16. November wurde er zum Präsidenten der Partei gewählt. Vizepräsident ist Ivo da Costa, Generalsekretär Vitor Reis Cadalac. Die Anerkennung als Partei durch das Tribunal de Recurso de Timor-Leste erfolgte im Juli 2015.
Die sieben Prinzipien der Partei sind:
1. Glaube an den allmächtigen Gott
2. Ehre, Ruhm, Land und Volk
3. Ein Volk, eine Nation, ein Traum
4. Gerechter Humanismus, Toleranz und Solidarität
5. Soziale Gerechtigkeit für alle Angehörigen des Volks der Maubere
6. Popularität der demokratischen Führung
7. Eine gerechte Gesellschaft und Wohlstand

Parteipräsident Martins betont, dass er alle Teile der Bevölkerung als Mitglieder der Maubere ansieht, egal ob „Kaladi (Leute aus dem Westteil des Landes) oder Firaku (aus dem Osten des Landes), schwarz oder weiß, Berg- oder Küstenbewohner, Stadt- oder Dorfbewohner“. Weiter erklärte er: „Um eine Nation zu sein, müssen wir alle den Geist des Nationalismus, Patriotismus und der Solidarität stärken, jeden Tag zu Hause, auf den Weizen- und Gerstenfeldern, in der Schule, auf dem Markt, auf der Straße und bei jedem von uns in seinem Privatleben.“
Wirtschaftspolitisch möchte Martins das traditionelle System der Maubere einführen (Kerakyatan). Investiert werden soll in das Gesundheits- und das Bildungssystem. Die Landwirtschaft und Tourismus sollen gefördert werden, um der Jugend vor allem in den ländlichen Gebieten Arbeit zu geben.
Bei den Parlamentswahlen 2017 erhielt die MLPM 0,23 % der Stimmen und scheiterte damit an der Vier-Prozent-Hürde. Danach schloss sich die MLPM dem Fórum Demokrátiku Nasionál (FDN) an, trennte sich aber 2018 noch vor den vorgezogenen Neuwahlen am 12. Mai von dem Bündnis, um Teil der Movimentu Dezenvolvimentu Nasional (MDN) zu werden. Diese konnte bei den Parlamentswahlen aber nur 4.494 Stimmen (Anteil: 0,7 %) erzielen und scheiterte damit deutlich an der Vierprozenthürde.
Bei den Parlamentswahlen 2023 scheiterte die MLPM an der Vier-Prozent-Hürde, mit 0,09 % (642 Stimmen).

## Symbole
Das dritte Prinzip der Partei findet sich auf Tetum auch als Wahlspruch auf dem Logo der Partei (Povu Ida, Nasaun Ida, Vizaun Ida), zusammen mit den Worten La' Povu (Kurzform von „Liberta Povu,“ deutsch Befreit das Volk?). Dieses zeigt ein traditionelles Heiliges Haus der Fataluku, das allgemein als nationales Symbol der Osttimoresen gilt, umschlossen von einem hellblauen und einem gelben Ring. Die Parteiflagge ist eine horizontale Trikolore in Gelb, Hellblau und Weiß. Der Parteiname steht in schwarzen Buchstaben im gelben Streifen, die Abkürzung MLPM im weißen. In der Mitte der Flagge befindet sich im blauen Streifen das Logo.